# Walter Boas
Walter Moritz Boas (geb. 10. Februar 1904 in Berlin; gest. 12. Mai 1982 in Melbourne, Australien) war ein deutsch-australischer Physiker.

## Leben
Walter Boas wurde am 10. Februar 1904 in Berlin in einer jüdischen Familie geboren, seine Eltern waren der praktische Arzt Arthur Abraham Boas (1869–1919) und Adele Antonie geborene Reiche (1875–1953).
Boas studierte von 1922 bis 1927 an der Technischen Hochschule Charlottenburg. 1930 wurde er mit der Arbeit Über die Temperaturabhängigkeit der Kristallplastizität zum Dr.-Ing. promoviert. Von 1930 bis 1932 arbeitete er am Kaiser-Wilhelm-Institut für Metallforschung in Berlin.
1933 nach der Machtergreifung durch die Nationalsozialisten musste er emigrieren. Anschließend arbeitete er von 1933 bis 1935 an der Universität Freiburg (Schweiz), 1936/37 an der ETH Zürich und 1937/38 an der Royal Institution of Great Britain in London.
1938 siedelte er nach Australien über und wurde dort 1940 Professor für physikalische Metallurgie an der Universität Melbourne. Von 1947 bis 1969 war er in leitender Position für die Commonwealth Scientific and Industrial Research Organisation (CSIRO) des australischen Wissenschaftsministeriums tätig. 1969 wurde er pensioniert.

## Mitgliedschaften und Ehrungen
- seit 1965: Auswärtiges Wissenschaftliches Mitglied der Max-Planck-Gesellschaft

## Schriften (Auswahl)
- Über die Temperaturabhängigkeit der Kristallplastizität. Springer, Berlin 1930
- mit Erich Schmid: Kristallplastizität mit besonderer Berücksichtigung der Metalle. Springer, Berlin 1935
- An introduction to the physics of metals and alloys. Wiley, New York 1947
- Properties and structure of solids. Thomas Nelson, Melbourne 1971, ISBN 0170049078